# Carmiano
Carmiano község (comune) Olaszország Puglia régiójában, Lecce megyében.

## Fekvése
A Salentói-félszigeten fekszik, Leccétől nyugatra.

## Története
Eredetére vonatkozóan nincsenek pontos adatok. Egyes történészek szerint a település eredete a rómaiak idejére vezethető vissza, amikor egy Carminius  nevű centurio, szolgálataiért köszönetképpen, megkapta a vidék feletti jogot. Presidium Carmianensis vagy Carminianum név alatt szerepel a 10-11. századi dokumentumokban. A 19. századig a Leccei Grófság része volt. Önálló községgé a 19. század elején vált, amikor a Nápolyi Királyságban felszámolták a feudalizmust.

## Népessége
A lakosság számának alakulása:

## Főbb látnivalói
- Palazzo Baronale – eredetileg a településre érkező celesztinus szerzetesek számára épült a 15. században, majd később a vidék hűberurai foglalták el.
- Fontana Grande – 1922-ben épült díszkút
- Immacolata-templom – a 17. században épült barokk stílusban.
- San Giovanni Battista-templom – a 19. században épült.